# 愛する君に
「愛する君に」（あいするきみに）は、1968年9月1日にシングル発売されたザ・ゴールデン・カップスの楽曲である。

## 解説
- 作詞はなかにし礼、作曲は鈴木邦彦である。グループ4枚目のシングルとして、前作「長い髪の少女」の発売から5か月後に発売された。演奏にR&Bスタイルのオーケストラを導入した作品である。チャートの最高順位は13位であり、前作に続いてヒットした。ザ・ゴールデン・カップスに新加入したミッキー吉野がエレクトリックピアノを演奏している。「愛する君に」は鈴木邦彦&ザ・ジョーカーズ名義でゴールデン・カップスと同時期にインストのセルフカバーを録音している。
- B面は「クールな恋」（作詞：松島由佳 、作曲：村井邦彦 ）。後にテレビアニメ「巨人の星」に登場する架空のアイドルグループ「オーロラ三人娘」の歌として使用された。

## 収録曲
1. 愛する君に (My Love Only For You)　 
  - 作詞：なかにし礼、作曲：鈴木邦彦、編曲：村井邦彦
2. クールな恋 (Baby, Please Don't Runaway)
  - 作詞：松島由佳、作曲・編曲：村井邦彦

## カバー
- 桑田佳祐 - 2019年6月5日発売のライブビデオ『平成三十年度! 第三回ひとり紅白歌合戦』に収録されている。